# Pedra Alta (Araci)
Pedra Alta é um distrito integrante do município brasileiro de Araci, estado da Bahia. Localiza-se a aproximadamente 36 km da sede do município e a cerca de 246 km da capital Salvador. Conta com uma população de aproximadamente de 3.500 habitantes 
s.

## História
A historia do Distrito de Pedra Alta se confunde com a história de sua Sede Araci, ou seja são irmãs, no sentido em que ambas, Araci e Pedra Alta, tiveram relativamente a mesma sorte histórica, com a exceção do fato de  Araci ter tido um rápido desenvolvimento urbano e comercial, possivelmente, em parte, isto se deu  por questões geográficas e acessibilidade, mas muito provavelmente, a principal razão deve ter sido pela influência e dedicação do fundador de Araci, o capitão José Ferreira de Carvalho.

O Distrito de Pedra Alta foi criado em 1904 e pela lei municipal de 22-01-1904, foi anexado ao município de Araci sua cidade sede, até aquele momento denominada de Raso.

## Turismo

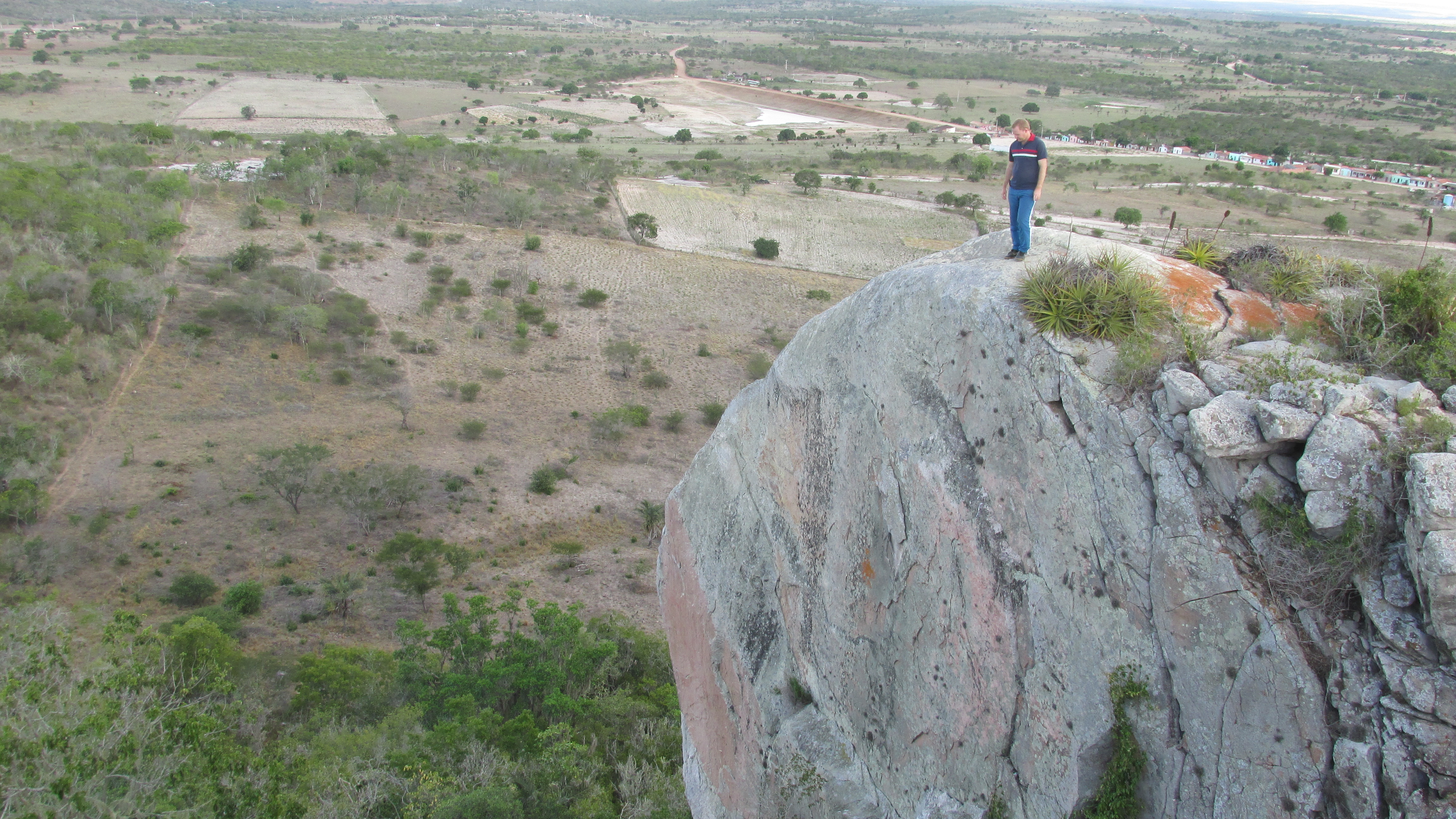
Parte superior de um dos paredões

Pedra Alta tem grande potencial turístico. Adjunto à zona urbana distrital encontra-se uma imponente formação rochosa, que no seu ponto mais alto, mede, em média, 700 metros, em relação ao nível de solo, oferecendo boas opções para aqueles que gostam da natureza em si e da pratica de turismo de aventura, e esporte radical, já que o monte, com boa parte dele de forção rochosa, com grandes paredões verticais, oferece ao esportista ótima opção de montanhismo e rapel, inclusive a possibilidade da pratica de Ciclismo de Montanha (mountain bike). E se fosse feito investimento para melhorar a acessibilidade e em estrutura que possibilitasse a pratica, inclusive em divulgação e incentivo, dadas as boas condições natural, ainda seria possível explorar outros esporte radicais, exemplo o voo de asa-delta no estilo Lift, sendo este o o voo mais comum, o de encosta. Já que é feito a partir de montanhas onde é aproveitado as “micro-termais, natural no local.

Há alguns quilômetros dali  existe também a Ilha do Amor, opção de visitação que fica no Rio Itapicuru.

## Geografia
O Distrito de Pedra Alta fica situado a, em média, 34.7 km da sede do município (segundo ferramenta de medição de distância do Google Maps)Se a medida for feita em linha reta a distância será de 30.7 Km. Em, relação a Capital Salvador se o acesso for feito pelas Rodovias BR-116 e BR-324 a distância é de 255 Km.

### Hidrografia
Pedra Alta tem boa parte do seu território, em sua zona rural distrital, banhado pelo Rio Itapicuru, ademais o distrito conta com uma represa, construída em parceria da prefeitura de  Araci com CONSISAL - Consórcio Público de Desenvolvimento Sustentável do Território do Sisal (Estatal Federal). A barragem construída com a capacidade de armazenar cerca de 20.000.000 vinte milhões de litros de água.

### Ecologia e meio ambiente

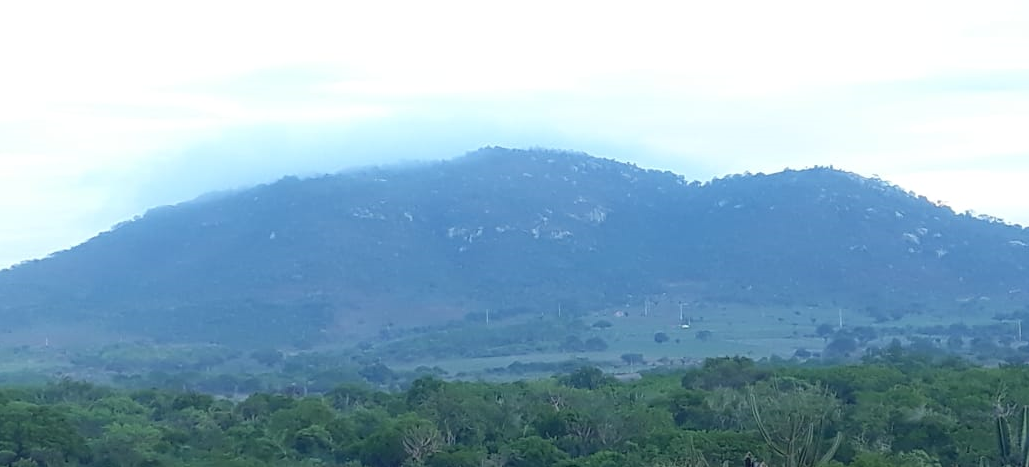
A foto mostra um trecho de uma cadeia de montanhas no distrito de Pedra Alta - Araci

Como ocorre com sua Sede este distrito está situado em região que recebe características variadas, quando se trata do tipo de vegetação. Localizado na faixa da sub-região 3 (agreste) mas onde se encontra também, pontos de familiaridade com o sertão (sub-região 2). E também tem na Caatinga a maior referência biológica, para a caatinga arbustiva e para a caatingas arbórea.
Encontra-se também, em muitos pontos, características da capoeira. Para este último a explicação se dar pelo entendimento de que a vegetação principal sofreu desgastes provocados pelo desmatamento (situação muito comum), o que muda severamente a paisagens do bioma local e isso dar lugar a um sub-bioma rasteiro e com poucos arbustos e árvores.

No ano de 2014 o Prefeitura Municipal de Araci promulgou uma lei, a lei n° 178, em 20 de novembro que entre outras providências, declara como de proteção permanente, em seu artigo 14,  inciso X a cadeia de montanhas (pequena cordilheira situada em Pedra Alta) assim como também declarada está em seu artigo 15, inciso IV  a Ilha do Amor, uma ilhota que é um dos pontos de visitação do distrito, formação natural que fica no Rio Itapicuru.

## Infraestrutura

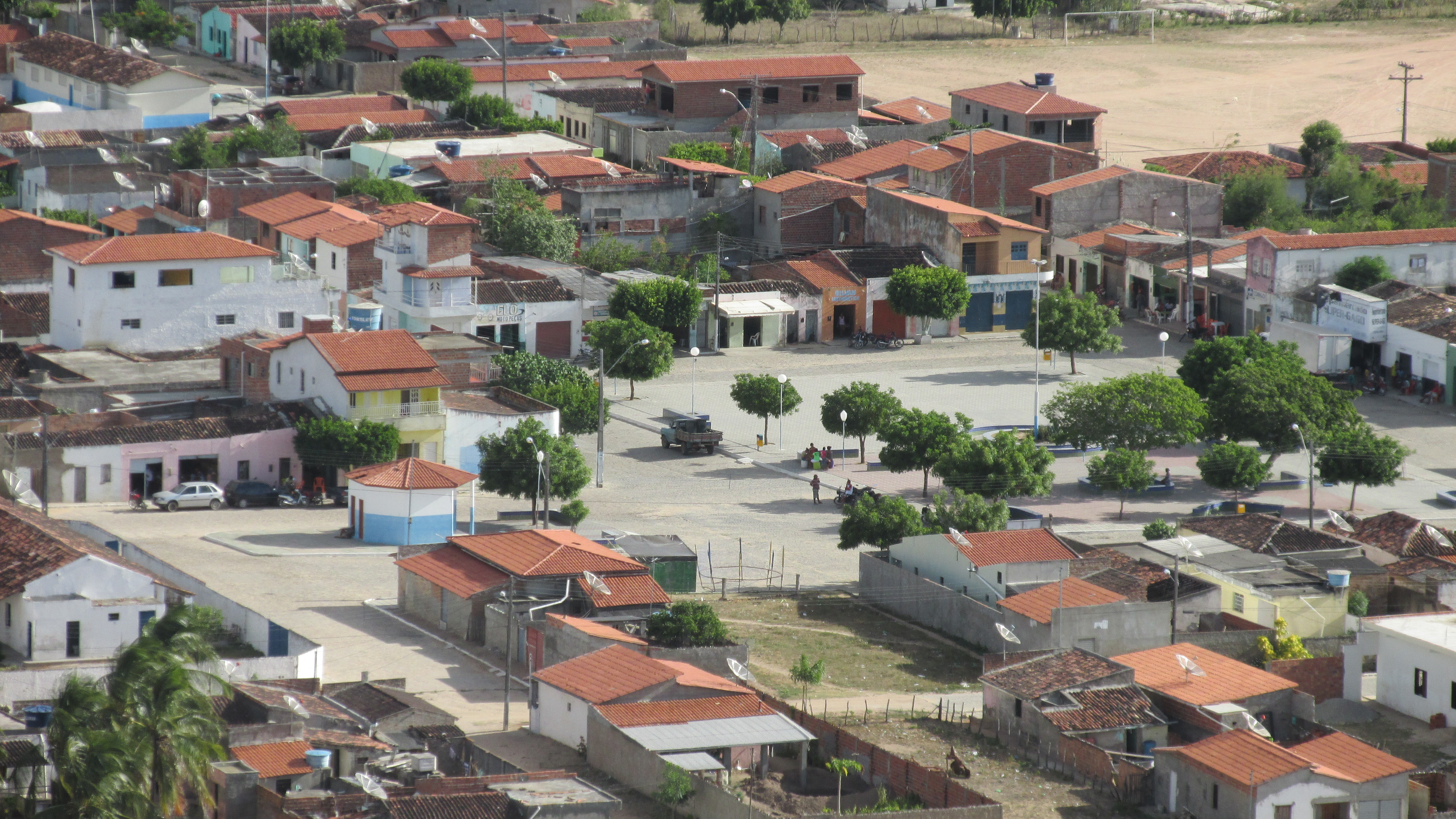
Zona central do distrito, Praça Senhor do Bonfim (ao longe)

Pedra Alta conta com boa infraestrutura, conta sistema educacional satisfatório, sistema de fornecimento de energia elétrica pública que atende todo distrito, tanto na zona urbana como sua zona rural.

### Saúde
Pedra Alta com uma Unidade de Saúde da Família, que oferece boa estrutura de atendimento aos moradores. A unidade dispõe as seguintes especialidades médicas:
- Tratamento da Hanseníase
- Tratamento da Tuberculose
- Pré-natal/Parto e Nascimento
- Saúde da Família
- Clínico Geral
- Ginecologista

### Educação
O Distrito dispõe das seguintes unidades educacionais.

### Instituto Educacional de Pedra Alta
O Instituto Educacional de Pedra Alta é uma instituição escolar estadual para os níveis, fundamental e médio.

#### Infraestrutural escolar
- Alimentação escolar para os alunos
- Água filtrada
- Energia da rede pública
- Lixo destinado à coleta periódica
- Acesso à Internet

#### Equipamentos
- Aparelho de TV
- Aparelho de DVD
- Copiadora
- Aparelho de Retroprojetor
- Impressora
- Aparelho de som
- Projetor multimídia (datashow)
- Aparelho de Fax

#### Estrutura física
- 35 salas de aulas
- 53 funcionários
- Sala de diretoria
- Sala de professores
- Cozinha
- Banheiro dentro do prédio
- Sala de secretaria

### Colégio Municipal Carlos Raimundo Mota
O Colégio Municipal Carlos Raimundo Mota  é uma instituição escolar municipal para os nível médio do ensino fundamental.

#### Infraestrutura escolar
- Alimentação escolar para os alunos
- Energia da rede pública
- Energia da rede pública
- Esgoto da rede pública
- Lixo destinado à coleta periódica
- Acesso à Internet

#### Equipamentos
- Aparelho de TV
- Aparelho de DVD
- Antena parabólica
- Impressora
- Aparelho de som
- Projetor multimídia (datashow)

#### Estrutura física
- 9 salas de aulas
- 25 funcionários
- Sala de professores
- Laboratório de informática
- Sala de recursos multifuncionais para Atendimento Educacional Especializado (AEE)
- Quadra de esportes descoberta
- Cozinha
- Banheiro dentro do prédio
- Dependências e vias adequadas a alunos com deficiência ou mobilidade reduzida
- Sala de secretaria
- Banheiro com chuveiro

### Criminalidade e segurança pública
A Segurança Pública de Pedra Alta é feita pela Secretaria de Segurança Pública da Sede Araci, por meio das forças combinadas da polícia militar, da polícia civil e pela guarda civil municipal.

### Serviços e comunicação
O abastecimento de água de do distrito de Pedra Alta, como ocorre em sua sede e praticamente todo estado da Bahia é feito pela concessionária de serviços de saneamento básico EMBASA - Empresa Baiana de Águas e Saneamento S.A., estatal pertencente ao governo estadual baiano.
Na área energética a responsável pelo abastecimento é a Companhia de Eletricidade do Estado da Bahia, atualmente uma empresa privada, de participação interna e externa, portanto de capital misto, atende a cidade de [Araci]] todos os seus distritos e povoados, assim como é feito em 414 municípios baianos dos 417 existentes.
O serviço de telefonia fixa é atualmente operado pela Telemar, também conhecida por pelo nome Oi (seu nome de mercado ou nome fantasia).

## Religiosidade
No local existe alguns pequenos templos, igrejas e capelas, que representam a comunidade Católica, Evangélica Pentecostal e Adventista. O local conta com templo da igreja Congregação Cristã no Brasil, uma capela da Igreja Católica e também um um templo da Igreja Adventista do Sétimo Dia.